# Coloma (Olius)
Coloma és una masia situada al municipi d'Olius, a la comarca catalana del Solsonès. Es troba entre la carretera C-149 i el barranc de Ribalta. S'hi troba l'església de Santa Coloma del Castellvell.